# بطولة تونس لكرة السلة للرجال 1995–96
بطولة تونس لكرة السلة للرجال 1995–96 هو الموسم رقم 41 من بطولة تونس لكرة السلة للرجال.

فاز بهذا الموسم الملعب النابلي.

## روابط خارجية
- الموقع الرسمي للجامعة التونسية لكرة السلة.